# Forsterygion maryannae
Forsterygion maryannae är en fiskart som först beskrevs av Hardy, 1987.  Forsterygion maryannae ingår i släktet Forsterygion och familjen Tripterygiidae. Inga underarter finns listade i Catalogue of Life.